# Miguel Sosa González
Miguel Leonardo Sosa González (Valera, Venezuela, 23 de enero de 1990), futbolista venezolano. Juega de volante y su actual equipo es el Trujillanos FC de la Primera División de Venezuela.

## Clubes
| Club           | País      | Año   |
| -------------- | --------- | ----- |
| Trujillanos FC | Venezuela | 2009- |